# Okręg wyborczy nr 7 do Senatu Rzeczypospolitej Polskiej (2001–2011)
Okręg wyborczy nr 7 do Senatu Rzeczypospolitej Polskiej obejmował w latach 2001–2011 obszar miast na prawach powiatu Białej Podlaskiej, Chełma i Zamościa oraz powiatów bialskiego, biłgorajskiego, chełmskiego, hrubieszowskiego, krasnostawskiego, parczewskiego, radzyńskiego, tomaszowskiego, włodawskiego i zamojskiego (województwo lubelskie). Wybierano w nim 3 senatorów na zasadzie większości względnej.
Powstał w 2001, jego obszar należał wcześniej do okręgów obejmujących województwa bialskopodlaskie, chełmskie i zamojskie oraz część województwa lubelskiego. Zniesiony został w 2011, na jego obszarze utworzono nowe okręgi nr 17, 18 i 19.
Siedzibą okręgowej komisji wyborczej był Chełm.

## Reprezentanci okręgu
| Rok  | Senator komitet wyborczy                     | Senator komitet wyborczy                                    | Senator komitet wyborczy                     | Senator komitet wyborczy                     | Senator komitet wyborczy                     | Senator komitet wyborczy                     |
| ---- | -------------------------------------------- | ----------------------------------------------------------- | -------------------------------------------- | -------------------------------------------- | -------------------------------------------- | -------------------------------------------- |
| 2001 |                                              | Irena Kurzępa KKW Sojusz Lewicy Demokratycznej – Unia Pracy |                                              | Lesław Podkański Polskie Stronnictwo Ludowe  |                                              | Adam Biela Liga Polskich Rodzin              |
| 2005 |                                              | Jerzy Chróścikowski Prawo i Sprawiedliwość                  |                                              | Lesław Podkański Polskie Stronnictwo Ludowe  |                                              | Adam Biela Liga Polskich Rodzin              |
| 2007 |                                              | Jerzy Chróścikowski Prawo i Sprawiedliwość                  | Lucjan Cichosz Prawo i Sprawiedliwość        |                                              | Józef Bergier Platforma Obywatelska RP       |                                              |
| 2011 | okręg zniesiony, patrz okręgi nr 17, 18 i 19 | okręg zniesiony, patrz okręgi nr 17, 18 i 19                | okręg zniesiony, patrz okręgi nr 17, 18 i 19 | okręg zniesiony, patrz okręgi nr 17, 18 i 19 | okręg zniesiony, patrz okręgi nr 17, 18 i 19 | okręg zniesiony, patrz okręgi nr 17, 18 i 19 |

## Wyniki wyborów
Symbolem „●” oznaczono senatorów ubiegających się o reelekcję.

### Wybory parlamentarne 2001
| Kandydat                                              | Kandydat             | Komitet wyborczy                              | Głosów |
| ----------------------------------------------------- | -------------------- | --------------------------------------------- | ------ |
|                                                       | Irena Kurzępa        | KKW Sojusz Lewicy Demokratycznej – Unia Pracy | 89 806 |
|                                                       | Lesław Podkański     | Polskie Stronnictwo Ludowe                    | 89 757 |
|                                                       | Adam Biela           | Liga Polskich Rodzin                          | 86 582 |
|                                                       | Stefan Bucior        | Samoobrona Rzeczpospolitej Polskiej           | 80 270 |
|                                                       | Piotr Miszczuk       | KKW Sojusz Lewicy Demokratycznej – Unia Pracy | 75 966 |
|                                                       | Mirosław Złomaniec   | KKW Sojusz Lewicy Demokratycznej – Unia Pracy | 70 530 |
|                                                       | Henryk Makarewicz    | Polskie Stronnictwo Ludowe                    | 65 549 |
|                                                       | Adam Rychliczek●     | Polskie Stronnictwo Ludowe                    | 56 267 |
|                                                       | Jerzy Chróścikowski● | KWW Blok Senat 2001                           | 38 401 |
|                                                       | Jerzy Masłowski●     | KWW Blok Senat 2001                           | 27 015 |
|                                                       | Stanisław Misztal    | KWW Stanisława Misztala                       | 26 162 |
|                                                       | Adam Wilczewski      | KWW Blok Senat 2001                           | 21 120 |
|                                                       | Stefan Konarski      | KWW Stefana Konarskiego                       | 16 500 |
| Frekwencja: 46,64% Źródło: Państwowa Komisja Wyborcza |                      |                                               |        |

*Jerzy Masłowski i Adam Rychliczek reprezentowali w Senacie IV kadencji (1997–2001) województwo chełmskie (Adam Rychliczek został wybrany w 2001), Jerzy Chróścikowski był przedstawicielem województwa bialskopodlaskiego, Stefan Konarski reprezentował województwo zamojskie.

### Wybory parlamentarne 2005
| Kandydat                                              | Kandydat                | Komitet wyborczy                        | Głosów |
| ----------------------------------------------------- | ----------------------- | --------------------------------------- | ------ |
|                                                       | Jerzy Chróścikowski     | Prawo i Sprawiedliwość                  | 62 197 |
|                                                       | Lesław Podkański●       | Polskie Stronnictwo Ludowe              | 60 346 |
|                                                       | Adam Biela●             | Liga Polskich Rodzin                    | 60 133 |
|                                                       | Stanisław Misztal       | Samoobrona Rzeczpospolitej Polskiej     | 55 327 |
|                                                       | Zenon Poznański         | Samoobrona Rzeczpospolitej Polskiej     | 51 047 |
|                                                       | Maria Sendecka          | Liga Polskich Rodzin                    | 49 376 |
|                                                       | Andrzej Owsiński        | Prawo i Sprawiedliwość                  | 44 111 |
|                                                       | Stanisław Schodziński   | Liga Polskich Rodzin                    | 36 358 |
|                                                       | Stefan Karasiński       | Platforma Obywatelska RP                | 35 580 |
|                                                       | Zygmunt Mogiła-Lisowski | Prawo i Sprawiedliwość                  | 35 456 |
|                                                       | Irena Kurzępa●          | Sojusz Lewicy Demokratycznej            | 34 583 |
|                                                       | Michał Kiryluk          | Sojusz Lewicy Demokratycznej            | 23 694 |
|                                                       | Henryk Makarewicz       | KWW Lubelszczyzna — Senat 2005          | 22 564 |
|                                                       | Stanisław Rapa          | KWW Lubelszczyzna — Senat 2005          | 21 044 |
|                                                       | Marian Tywoniuk         | Sojusz Lewicy Demokratycznej            | 20277  |
|                                                       | Leszek Zwierz           | KWW Leszka Edwarda Zwierza              | 10113  |
|                                                       | Lucyna Pietroń          | Dom Ojczysty                            | 9600   |
|                                                       | Danuta Muzyczka         | KWW – Ogólnopolska Koalicja Obywatelska | 8507   |
|                                                       | Kazimierz Kapłan        | Polska Partia Narodowa                  | 8067   |
| Frekwencja: 38,63% Źródło: Państwowa Komisja Wyborcza |                         |                                         |        |

### Wybory parlamentarne 2007
| Kandydat                                              | Kandydat             | Komitet wyborczy                      | Głosów  |
| ----------------------------------------------------- | -------------------- | ------------------------------------- | ------- |
|                                                       | Jerzy Chróścikowski● | Prawo i Sprawiedliwość                | 100 748 |
|                                                       | Lucjan Cichosz       | Prawo i Sprawiedliwość                | 89 207  |
|                                                       | Józef Bergier        | Platforma Obywatelska RP              | 77 989  |
|                                                       | Andrzej Olborski     | Prawo i Sprawiedliwość                | 77 472  |
|                                                       | Arkadiusz Bratkowski | Polskie Stronnictwo Ludowe            | 70 229  |
|                                                       | Stefan Szmidt        | Platforma Obywatelska RP              | 55 810  |
|                                                       | Sławomir Sosnowski   | Polskie Stronnictwo Ludowe            | 55 770  |
|                                                       | Małgorzata Sokół     | Platforma Obywatelska RP              | 53 896  |
|                                                       | Michał Gołoś         | KKW Lewica i Demokraci SLD+SDPL+PD+UP | 40 514  |
|                                                       | Marek Piwko          | KKW Lewica i Demokraci SLD+SDPL+PD+UP | 37 601  |
|                                                       | Adam Biela●          | KWW Prawicy Marka Jurka               | 32 297  |
|                                                       | Maria Sendecka       | Liga Polskich Rodzin                  | 24 630  |
|                                                       | Alina Gut            | Samoobrona Rzeczpospolitej Polskiej   | 19 243  |
|                                                       | Marek Grzelaczyk     | KWW Prawicy Marka Jurka               | 11 875  |
| Frekwencja: 46,23% Źródło: Państwowa Komisja Wyborcza |                      |                                       |         |